# Bicep (Duo)
Bicep ist ein britisches DJ-Duo aus Belfast in Nordirland, bestehend aus den Produzenten Andrew Ferguson und Matthew McBriar.

## Geschichte
Am Anfang des musikalischen Wirkens von Bicep stand die Gründung des Blog Feel My Bicep durch die beiden Jugendfreunde Andrew Ferguson und Matthew McBriar im Jahr 2008, auf welchem sie vergessene Songs aus Genres wie Chicago House, Detroit Techno, Disco und Italo Disco aus der Musikgeschichte veröffentlichten. Mit steigender Bekanntheit des Blogs ging daraus eine Klubnacht und ein Plattenlabel gleichen Namens hervor.
Im Jahr 2009 riefen beide in London das Projekt Bicep ins Leben, um fortan eigene Produktionen auf Labels wie Throne of Blood und KMS zu veröffentlichen. Das Duo veröffentlichte auch für Aus Music, nachdem sie vom Inhaber Will Saul für eine Reihe von Releases unter Vertrag genommen wurden. 2012 gründeten sie ihr eigenes Label Feel My Bicep. Dort erschienen Veröffentlichungen von Musikschaffenden wie Benjamin Damage, James Shinra, Brame & Hamo, Hammer, Brassica, Cromby, Extrawelt, Tim Sweeney und Sandboards. Nach dem sich anschließenden Wechsel zum Label Ninja Tune und der Veröffentlichung einiger EPs und Singles erschien 2017 das Debütalbum Bicep. Es erreichte Platz 20 in den britischen Albumcharts.
Hiernach legte das Duo eine zweijährige Pause ein, um an der Weiterentwicklung ihrer musikalischen Ausdrucksformen zu arbeiten. Das zweite Album Isles erschien am 22. Januar 2021 auf Ninja Tune. Vorab erschien die Single Apricots, deren visuelle Umsetzung durch Mark Jenkin erfolgte.

## Diskografie (Auswahl)
Alben
- 2017: Bicep (Ninja Tune)
- 2021: Isles (Ninja Tune)

EPs
- 2011: Silk EP (Throne of Blood)
- 2012: Vision of Love (Feel My Bicep)
- 2012: Bicep / Ejeca / Omar Odyssey – You/Don’t EP (Aus Musik)
- 2013: Stash EP (Aus Musik)
- 2014: Circles EP (Aus Musik)
- 2014: Lyk Lyk Bicep (Feel My Bicep)
- 2015: Just EP (Aus Records)
- 2017: Aura (Ninja Tune)
- 2017: Glue (Ninja Tune)
- 2017: Vale (Ninja Tune)
- 2018: Rain (Ninja Tune)

Singles
- 2010: Darwin (Throne of Blood)
- 2010: 313 / The Winter (Traveller Records)
- 2012: Vision of Love (Feel My Bicep)
- 2012: Getcha Boi (Feel My Bicep)
- 2012: Bicep / Unknown Artist – Make Love in Public Places (Love Fever Records)
- 2013: Vision of Love (KMS)
- 2013: Satisfy (Feel My Bicep)
- 2013: Simian Mobile Disco & Bicep – Sacrifice (Delicacies)
- 2014: Bicep & Midland – D-Mil (Club & Dub) (Feel My Bicep)
- 2014: Bicep, Hammer – Lyk Lyk (Feel My Bicep)
- 2014: Satisfy Remixes (Feel My Bicep)
- 2015: Benjamin Damage & Doc Daneeka / Bicep – Kansas / Closing Sequence (50Weapons)
- 2015: Bicep, Hammer – Dahlia (Feel My Bicep)
- 2015: Just (Aus Records)
- 2017: Aura (Ninja Tune)
- 2017: Glue (Ninja Tune, UK: Platin)
- 2017: Vale (Ninja Tune)
- 2020: Atlas (Ninja Tune)
- 2020: Apricots (Ninja Tune)
- 2020: Saku (feat. Clara La San) (Ninja Tune)

Weitere Lieder mit Auszeichnungen
- 2017: Opal (Ninja Tune, UK: Silber)